# Mouloud Feraoun
Mouloud Feraoun (Tizi Hibel, Cabilia, Algèria, 8 de març de 1913 - Alger, Algèria, 15 de març de 1962) va ser un escriptor algerià.
D'origen humil, va estudiar batxillerat i magisteri gràcies a una beca estatal. Després de treballar uns anys de mestre rural, va passar a formar part del Servei de Centres Socials, del qual fou nomenat director el 1955.
La seva activitat literària va començar el 1934 amb la novel·la El fill del pobre, i des de llavors destaquen obres com La terra i la sang, Dies de Cabília o Camins ascendents. Després del seu assassinat per un comandament de la OAS (Organització de l'Exèrcit Secret), el 1962, es va publicar el seu diari, considerat com un dels millors documents per aproximar-se als anys de la lluita per la independència algeriana.